# Christian De Lorenzi
Christian De Lorenzi (ur. 18 lutego 1981) – włoski biathlonista. Swoje pierwsze punkty w pucharze świata wywalczył w 2004 roku. W 2006 roku wszedł w skład włoskiej kadry na Igrzyska w Turynie gdzie wraz ze sztafetą zdobył szóstą pozycję. 14 marca 2010 zajął drugie miejsce w sprincie w Kontiolahti co jest jego najlepszym dotychczasowym występem.

## Osiągnięcia

### Igrzyska Olimpijskie
| 2006 Turyn/Cesana San Sicario (Włochy) | 7. miejsce (IN), 26. miejsce (SP0, 14. miejsce (PU), 26. miejsce (MS), 8. miejsce (RL) |
| 2010 Vancouver/Whistler (Kanada)       | 38. miejsce (IN), 61. miejsce (SP), 12. miejsce (RL)                                   |
| 2014 Soczi/Krasnaja Polana (Rosja)     | 30. miejsce (IN), 47. miejsce (SP), 42. miejsce (PU),                                  |

### Mistrzostwa Świata
| 2004 Oberhof (Niemcy)                | DNF (IN), 57. miejsce (SP), 15. miejsce (RL)                                            |
| 2005 Hochfilzen (Austria)            | 13. miejsce (IN), 58. miejsce (SP), 45. miejsce (PU), 9. miejsce (RL)                   |
| 2007 Anterselva (Włochy)             | 26. miejsce (IN), 11. miejsce (SP), 44. miejsce (PU), 28. miejsce (MS), 4. miejsce (RL) |
| 2008 Östersund (Szwecja)             | 6. miejsce (IN), 21. miejsce (SP), 14. miejsce (PU), 30. miejsce (MS), 11. miejsce (RL) |
| 2009 P'yŏngch'ang (Korea Południowa) | 43. miejsce (IN), 27. miejsce (SP), 12. miejsce (PU), 7. miejsce (RL)                   |
| 2011 Chanty-Mansyjsk (Rosja)         | 33. miejsce (IN), 21. miejsce (SP), 23. miejsce (PU), 23. miejsce (MS), 5. miejsce (RL) |
| 2012 Ruhpolding (Niemcy)             | 32. miejsce (IN), 60. miejsce (SP), 37. miejsce (PU), 4. miejsce (RL)                   |
| 2013 Nove Mesto (Czechy)             | 55. miejsce (IN), 26. miejsce (SP), 25. miejsce (PU), 7. miejsce (RL)                   |

### Puchar Świata

#### Miejsca w klasyfikacji generalnej
| Sezon     | Miejsce |
| --------- | ------- |
| 2003/2004 | 55.     |
| 2004/2005 | 69.     |
| 2005/2006 | 42.     |
| 2006/2007 | 31.     |
| 2007/2008 | 36.     |
| 2008/2009 | 23.     |
| 2009/2010 | 32.     |
| 2010/2011 | 22.     |
| 2011/2012 | 49.     |
| 2012/2013 | 47.     |

#### Miejsca na podium
| Lp. | Dzień    | Rok  | Miejscowość     | Konkurencja               | Lokata | Pudła   | Czas biegu | Strata | Zwycięzca       |
| --- | -------- | ---- | --------------- | ------------------------- | ------ | ------- | ---------- | ------ | --------------- |
| 1.  | 14 marca | 2010 | Kontiolahti     | Bieg pościgowy na 12,5 km | 2.     | 0+0+0+1 | 32:45.2    | +10.1  | Martin Fourcade |
| 2.  | 26 marca | 2010 | Chanty-Mansyjsk | Sprint na 10 km           | 2.     | 0+0     | 24:38.1    | +13.8  | Iwan Czeriezow  |